# Kohagen (naturreservat)
Kohagen är ett naturreservat i Surahammars kommun i Västmanlands län.
Området är naturskyddat sedan 1993 och är 37 hektar stort. Reservatet ligger vid östra stranden av Magsjön och Strömsholms kanal och består av betesmarker och gammal granskog.